# 2271 Kiso
2271 Kiso (1976 UV5) là một tiểu hành tinh vành đai chính được phát hiện ngày 22 tháng 10 năm 1976 bởi H. Kosai và K. Hurukawa ở Tokyo Observatory's Kiso Station.